# Oscar Maslard
Oscar Maslard (* 1985 in Le Havre) ist ein französischer Maler und Streetart-Künstler.
Maslard ist auch unter seinem Pseudonym sckaro bekannt. Seine Werke lassen sich im öffentlichen Raum, u. a. in Frankreich, Belgien, Dänemark und den USA, finden.

## Ausstellungen
- 2015: Movement, Honolulu Museum of Art School, kuratiert von der Thinkspace gallery, USA

## Festivals (Auswahl)
- 2014: Treasure Island Festival, San Francisco[3]
- 2016: Meeting of style, London[4]
- 2017: Out in the Open, Aalborg[5]
- 2018: Are You Gaffing, Le Havre
- 2019: Color your Life, Poitiers
- 2019: North West Walls, Werchter[6]
- 2020: Les nouveaux ateliers, Port-de-Bouc[7]
- 2020: Réenchanter la ville, Quai36, Versailles[8]